# Булдаков, Владимир Прохорович
Влади́мир Про́хорович Булдако́в (род. 29 августа 1944, Ижевск) — советский и российский историк, доктор исторических наук, главный научный сотрудник Института российской истории РАН. Спектр научных интересов: история России конца XIX — начала XX веков, история Первой мировой войны, русской революции и постреволюционного времени; проблемы политических, социальных и этнонациональных движений; феномен революционного и политического лидерства; массовая психология, социальная психология кризисных ситуаций, историография и методология истории.

## Биография
Родился в семье служащего. В 1962 году окончил среднюю школу, в том же году поступил на исторический факультет МГУ, после окончания которого в 1970 году стал аспирантом Института истории СССР АН СССР. Служил в армии (1971—1972), работал в Госкомиздате СССР (1972—1976) в должности старшего редактора. С 1976 года основное место работы — Институт истории СССР (ныне Институт российской истории РАН).
В 1976 году защитил кандидатскую диссертацию «„Легальный марксизм“ и эволюция буржуазно-либеральной идеологии в России»; в 1998 году — докторскую диссертацию «Октябрьская революция: социокультурное измерение».
В 1990—2000 годах — заместитель председателя Научного совета АН СССР (РАН) по истории революций в России (позднее — Научный совет по истории социальных движений, реформ и революций; председатель академик П. В. Волобуев), а также генеральный секретарь Международной комиссии по истории русской революции.
С 2000 года некоторое время работал также главным научным сотрудником Института русской истории РГГУ. В 2002—2003 годах был приглашённым профессором Центра славянских исследований (ныне Центр евро-азиатских исследований) Университета Хоккайдо (Саппоро).
В 2003—2009 годах издавал выходящий в Калифорнии журнал Soviet and Post-Soviet Review. В настоящее время состоит членом редакционных советов ряда российских и зарубежных научных журналов; член редколлегии журнала «Российская история».
В 2000-е годы состоял членом редакционного совета фонда «Демократия» и Попечительского совета Фонда им. А. Д. Сахарова.

## Высказывания
«…мы представляем собой современное общество скорее внешне, оставаясь на деле сообществом архаичных социумов… Винить себя мы не привыкли в силу своей социальной несамостоятельности. У нас общества, как на Западе, никогда не было. Мы всегда полагались то ли на барина, то ли на государство».

## Основные работы
- Борьба за массы в трех революциях в России: Пролетариат и средние городские слои. М.: Мысль, 1981 (в соавт. с А. Е. Ивановым, Н. А. Ивановой, В. В. Шелохаевым);
- История образования СССР и критика её фальсификаторов. М.: Высшая школа, 1982 (в соавт. с С. В. Кулешовым);
- Великий Октябрь и защита его завоеваний. Т. 1. Победа социалистической революции. М.: Наука, 1987 (в соавт.);
- Булдаков В. П., Корелин А. П., Уткин А. И. Пролетариат в трёх российских революциях. Книга для учителя. — М.: Просвещение, 1987.
- Красная смута. Природа и последствия революционного насилия. — М.: РОССПЭН, 1997. — 376 с. ISBN 5860041683
  - Издание 2-е, доп. — М.: РОССПЭН; Фонд «Президентский центр Б. Н. Ельцина», 2010. — 967 с. (Серия «История сталинизма») ISBN 9785824312638
- Россия нэповская. М., 2002. С. 230—278.
- Quo vadis? Кризисы в России: Пути переосмысления / Серия: Россия. В поисках себя… М.: РОССПЭН. 2007. 204 с.
- Тверская губерния в годы Первой мировой войны. 1914—1918 гг. Сб. док. Тверь, 2009. / Науч. ред., предисловие, комментарии — 494 с.
- Булдаков В. П. Хаос и этнос. Этнические конфликты в России, 1917—1918 гг. Условия возникновения, хроника, комментарий, анализ. — М.: Новый хронограф, 2010. — 1088 с.
- Булдаков В. П. Утопия, агрессия, власть. Психосоциальная динамика постреволюционного времени. Россия, 1920–1930. — М., 2012. — 759 с.
- В соавт. Россия в годы Первой мировой войны: экономическое положение, социальные процессы, политический кризис. — М.: РОССПЭН, 2014. — С. 715–747, 748–812, 824–948 — авторский вклад.
- Булдаков В. П., Леонтьева Т. Г. Война, породившая революцию: Россия, 1914—1917 гг.. — М.: Новый хронограф, 2015. — 720 с.
- Булдаков В. П., Леонтьева Т. Г. 1917 год. Элиты и толпы: культурные ландшафты русской революции. — М.: Издательство «ИстЛит», 2017. — 624 с.
- Страсти революции : эмоциональная стихия 1917 года. — М.а : Новое литературное обозрение, 2024. — 431 с. : ил. — (Что такое Россия) — ISBN 978-5-4448-2294-4
- Революция или бунт, на массовая борьба или Погромное хулиганство. Взгляд из сегодняшнего дня // Новое литературное обозрение, 2024. Вып. 5. — С. 126—131.